# مهاجرت ژاپنی‌ها به مالزی
مهاجرت ژاپنی‌ها به مالزی (انگلیسی: Japanese migration to Malaysia)، پیشینه این مهاجرت به اواخر قرن نوزده، به دورانی که مالزی تحت نام مالایای بریتانیا بخشی از امپراتوری بریتانیا بود، بازمی‌گردد.

## تاریخچه مهاجرت
حتی در دوران شوگون‌سالاری آشیکاگا (۱۳۳۸–۱۵۷۳) که روابط تا حدودی هموار بود، بازرگانان ژاپنی ارتباط کمی با شبه‌جزیره مالزی داشتند بعد از شروع حکمرانی شوگون‌سالاری توکوگاوا و اتخاذ سیاست انزواطلبی، بیشتر ارتباط‌ها خاتمه یافت ولی با این حال، بازرگانان جزایر ریوکیو به تماس خود با ملاکا ادامه دادند. طبق سرشماری سال ۱۹۱۱، تعداد ۲٬۰۲۹ نفر ژاپنی در مالایا وجود داشتند که چهار/پنجم آنها زن بودند، با این حال منابع موجود حاکی از این بود که ممکن است جمعیت ژاپنی‌ها در آنجا تا آن زمان به چهار هزار نفر رسیده باشد. در شمال بورنئو (ایالت صباح در کشور مالزی کنونی)، شهر بندری سانداکان یک مقصد محبوب بود، هرچند به غیر از وجود یک گورستان قدیمی ژاپنی، نشانه‌های کمی از حضور سابق ژاپنی‌ها در این شهر وجود دارد.